# Anna Maria Lenngren
Anna Maria Lenngren (født Malmstedt 18. juni 1754 i Uppsala, død 8. marts 1817 i Stockholm) var svensk digter.
Ved hendes fødsel herskede der stor nød i hjemmet, da faderen, privatdocent Magnus Brynolf Malmstedt, der var herrnhuter, i nogen tid ikke måtte undervise. Senere blev forholdene noget lysere. Datteren fik i hjemmet en udmærket, endog lærd opdragelse og studerede blandt andet de døde sprog og oversatte digte fra latin. Hun røbede tidligt et selvstændigt digtertalent og skrev allerede som ganske ung en mængde digte: lejlighedsdigte, et episk digt samt en ganske mærkelig satire Tekonseljen, hvori hun livfuldt og kraftigt satiriserer over fruernes sladder og husholdningspjat. Tappert forsvarer hun også kvindekønnets ret til litterær produktion, og hun tjente til sit ophold ved talentfulde oversættelser af operaer for hovedstadsscenen. Som ugift var hun ganske typisk for tidens lærde og litterære damer. Men fra sit giftermål (1780) med embedsmanden og journalist, sekretær Carl Peter Lenngren (voltairianer og Kellgrens ven og medredaktør af Stockholmsposten) forandrede hun helt taktik. Hun trak sig tilbage og gjorde sig en ære af at være en prosaisk husmoder, som holdt et hyggeligt hjem for de "akademiske" herrer.
Som forfatterinde optræder "fru Lenngren" kun anonymt i modsætning til "mamsell Malmstedt". Dog udviklede hun nu, dels i samarbejde med Kellgren, dels under påvirkning af dansk-norske satirikere (Wessel, Storm, Zetlitz, Weyer) samt franske og tyske forfattere sit forfatterskab til et langt højere stade end før, og hun skrev nu de fortræffelige digte, der har gjort hende udødelig. Uagtet det var hende magtpåliggende at bevare sin anonymitet, blev det snart kendt, at forfatterinden til de vittige epigrammer, de kvikke skæmtedigte, de åndrige satirer og komiske skildringer i »Stockholmsposten«, som rivaliserede med Kellgrens og Leopolds bedste arbejder, til de idyller, som var prægede af samme elskværdige lune, som den unge Franzéns samtidige digte, og til de selskabsviser, som var beslægtede med Valerius', Silfverstolpes og Wallins bordviser, ikke var nogen anden end den ene redaktørs ægtefælle, om hvem man havde troet, at hun havde »gemt sin Lyre under sit Sybord«. Og så bragte den gamle digter Gyllenborg på akademiets højtidsdag 1797 en versificeret hyldest til »Nattergalen, som forgæves søger at skjule sig i buskadset«.
Af hendes bedste digte med idyllisk tone: »Pojkarne«, »Källan«, »Eklog«, »Häckburen«, »Slottet och Kojan«, hvilket skildrer lykken i dalen i modsætning til stormene på højderne, samt »Den glada festen«, en venlig idyl af megen skønhed, som skildrer freden og hyggen i en præstegård på landet. Af satirisk natur — dog altid med elskværdigt skælmeri i smilet — er »Grefvinnans besök«, »Fröken Juliana«, »Porträtterna«, »Kalaset«, »Björndansen« o. fl. rent komiske er »Biografi«, »Min salig man«, »Min salig hustru«, »Gubben Didrich«; af travesterende art er den af Weyer påvirkede »Kärleken och därskapen«. Af hendes læredigte skal nævnes »Några råd till min kära dotter« (med skæmtsom klang) og det mere alvorlige »Den stackars tiggareflickan«; desuden en mængde kvikke smådigte. Varmt interesseret i datidens litterære skandinavisme oversatte fru Lenngren Franckenaus »Den danske Sanggudinde« til svensk. Efter 1800 skrev hun kun nogle få digte. Hendes sidste år prægedes af familiesorger og sygdom, ulykker, som hun bar med tålmodighed og sjælsstyrke, i alle henseender »et Mønster for sit Køn«.
Som digter hører hun til 18. århundredes ypperste i Sverige og var længe en af Sveriges mest yndede; ved siden af Bellman den populæreste af de ældre digtere. Hendes digtning udmærker sig ved forstandsklarhed, åndrighed og jævn, naturlig følelse samt en ganske original fremstillingsevne. I en påkaldelse af digterguden beder hun denne skænke hende »Tonen for Hytte og Slot: Klarhed og Sandhed« og har dermed angivet fortjenesten ved og tillige begrænsningen af sin digtning. Man finder i hendes poesi det gode hjems og familielivets betydning hævdet, dels indirekte ved skarpe satirer over fladhed og overfladiskhed, dels umiddelbart ved idylliske skildringer af lykken. Hendes poetiske stil er åndrig, usammensat, kunstløs og udmærker sig ved evnen til i få, rammende ord at tegne personer og
situationer. Det korte, knappe og slående har gjort mange af hendes vers til bevingede ord.